# اکوکو جنوب شرق
اکوکو جنوب شرق (به لاتین: Akoko South-West) یک سکونتگاه مسکونی در نیجریه است که در ایالت اوندو واقع شده‌است.